# Brahmaloka fletcheri
Brahmaloka fletcheri är en insektsart som beskrevs av William Lucas Distant 1916. Brahmaloka fletcheri ingår i släktet Brahmaloka och familjen sköldstritar. Inga underarter finns listade i Catalogue of Life.